# Ahogbeya
Ahogbeya är en ort i Benin. Den ligger i den södra delen av landet, 100 kilometer nordväst om huvudstaden Porto-Novo. Ahogbeya ligger 73 meter över havet och antalet invånare är 10 330.
Terrängen runt Ahogbeya är platt. Runt Ahogbeya är det ganska tätbefolkat, med 199 invånare per kvadratkilometer.. Närmaste större samhälle är Abomey, 18,6 kilometer norr om Ahogbeya.
Omgivningarna runt Ahogbeya är en mosaik av jordbruksmark och naturlig växtlighet.